# Strobilanthes jugorum
Strobilanthes jugorum är en akantusväxtart som beskrevs av R. Ben.. Strobilanthes jugorum ingår i släktet Strobilanthes och familjen akantusväxter. Inga underarter finns listade i Catalogue of Life.